# Sheliak
Sheliak (beta Lyrae) is een ster in het sterrenbeeld Lier (Lyra).
De ster staat ook bekend als Shelyak en Shiliak.
De hoofdster van het zesvoudige systeem is het prototype van de bedekkingsvariabelen van het Beta Lyrae type. Het spectrum doet vermoeden dat een van de sterren in het systeem een ingestorte ster (witte dwerg?) is, de ster straalt zowel in UV, radio en röntgenstraling uit.

de lichtkromme van Sheliak